# Kampstjärnen
Kampstjärnen är en sjö i Ljusdals kommun i Hälsingland och ingår i Ljusnans huvudavrinningsområde.
Sjön ingår i naturreservatet Kampstjärnsberget.